# 刘揆一

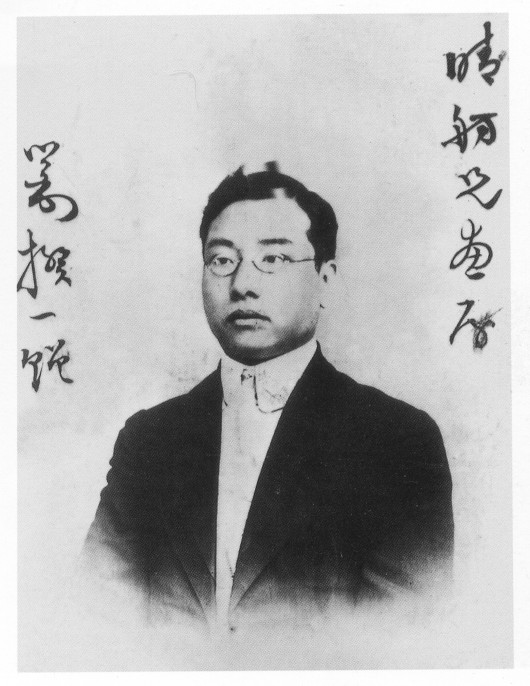

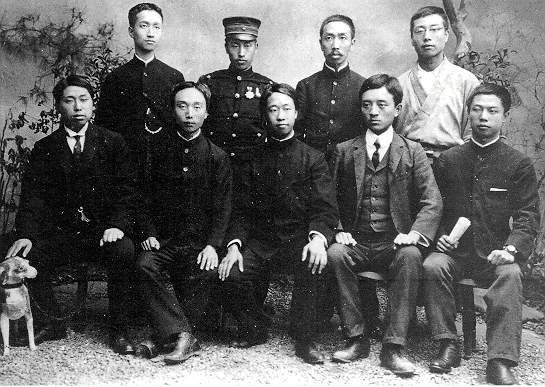
华兴会部分领导人（1905年摄于日本东京）。前排左起：1黄兴，2未知，3胡瑛，4宋教仁，5柳扬谷；后排左起：1章士钊，2未知，3程家柽，4刘揆一

劉揆一（1878年12月3日—1950年11月1日），字霖生，祖籍湖南省衡陽府衡山县，生于湘潭县白石铺杨柳冲。中国民主革命家，中华民国政治人物。

## 生平
劉揆一的先祖劉漢宗落籍湘潭；父亲是湘軍的乡勇。劉揆一早年在長沙嶽麓書院就读，1903年（光緒29年）春，他到日本留学，入弘文学院速成師範科。此后他和黄興结交，参加了「拒俄義勇隊」。同年末，他回到長沙，和黄興等设立華興会，他任副会長。翌年，华兴会策划長沙起義，被清朝当局事前破获，他流亡日本。
1905年（光緒31年），孫文（孫中山）在东京组织中国同盟会，黄興参加。劉揆一存有異議，当时拒绝参加。1907年（光緒33年）1月，劉加入同盟会，任東京本部庶務幹事。後来，陶成章、李燮和企图排斥孫文，劉和黄兴將他们驱逐出同盟会。1911年（宣統3年）10月，辛亥革命爆发，劉归国参加湖北軍政府，和清軍对峙。
中華民国成立後，劉揆一接近袁世凱。1912年（民国元年）8月，他任陸徵祥内閣工商总長。当时，他发表了脱离中国同盟会宣言。9月他加入趙秉鈞内閣，并加入宋教仁领导的国民党。
翌年3月宋教仁遭暗殺後，劉揆一参加反袁派。但是，孫文、黄興对其立场反復表示嫌悪，事实上拒绝他参加反袁。为此，劉留在北京支持袁世凯。此后，工商部私借外债遭披露。7月，劉为承担責任而辞去工商总長。
袁世凱企图称帝后，劉揆一反对。護国战争爆发后，他支持護国軍。此後他继续政治活動，但在南北双方均未得到重要地位，国民政府成立後他完全从政界引退。
此后在野期间，他出版了《黄兴传记》，并任中国国民党党史編纂委員会纂修。1933年（民国22年），他一度被蒋介石任命为行政院顧問。因劉揆一所呈的聯共的言論遭到蒋的嫌惡，遂于翌年被罷免。
中華人民共和国成立後，劉揆一留在大陸，任湖南省軍政委員会顧問。
1950年11月1日，他在故乡湘潭病逝。享年73岁（满71歳）。

## 家庭
- 弟：刘道一